# Kaut-Bullinger

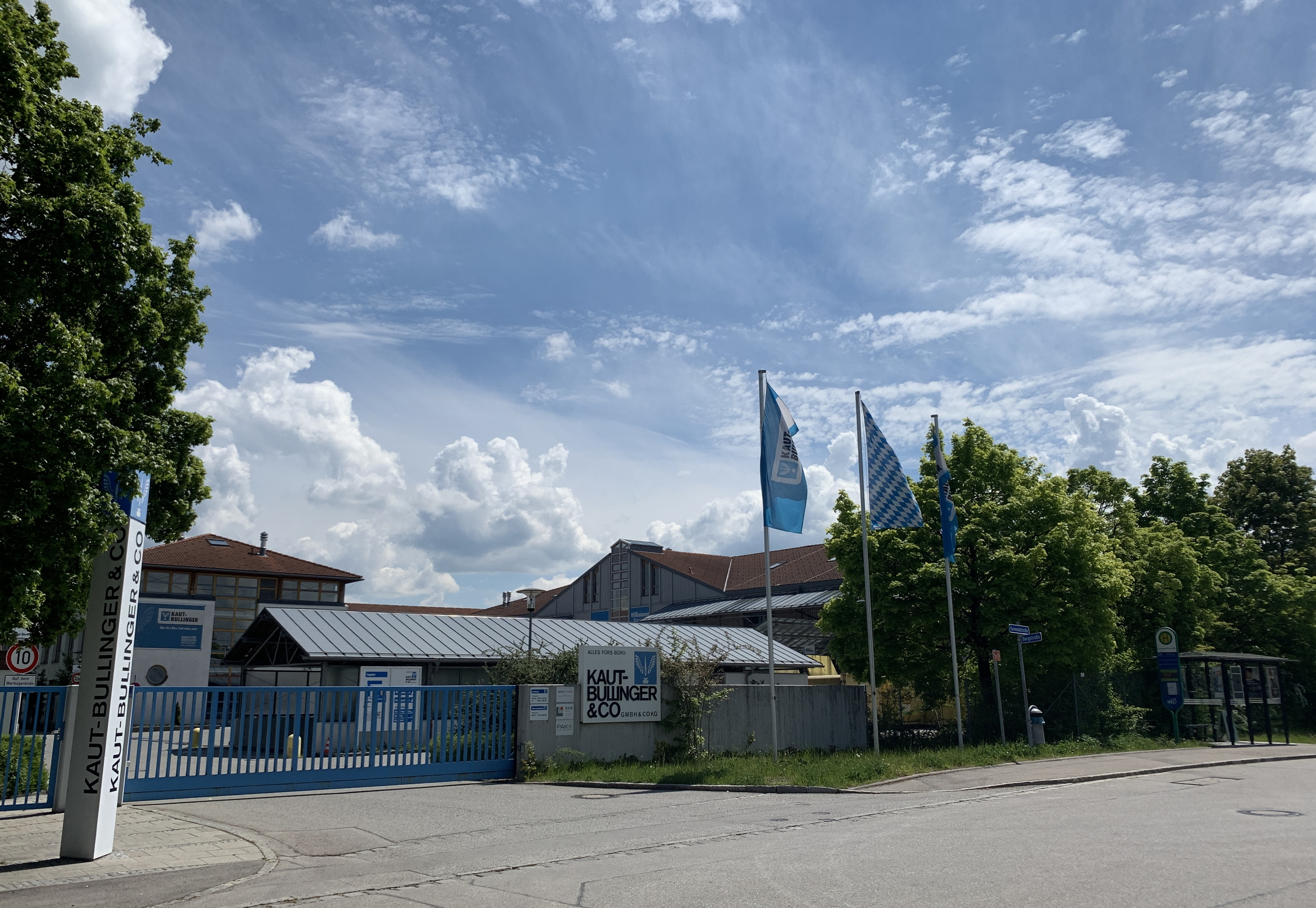
Verwaltungsgebäude der Kaut-Bullinger-Gruppe mit Betriebsstätte in Taufkirchen (bei München)

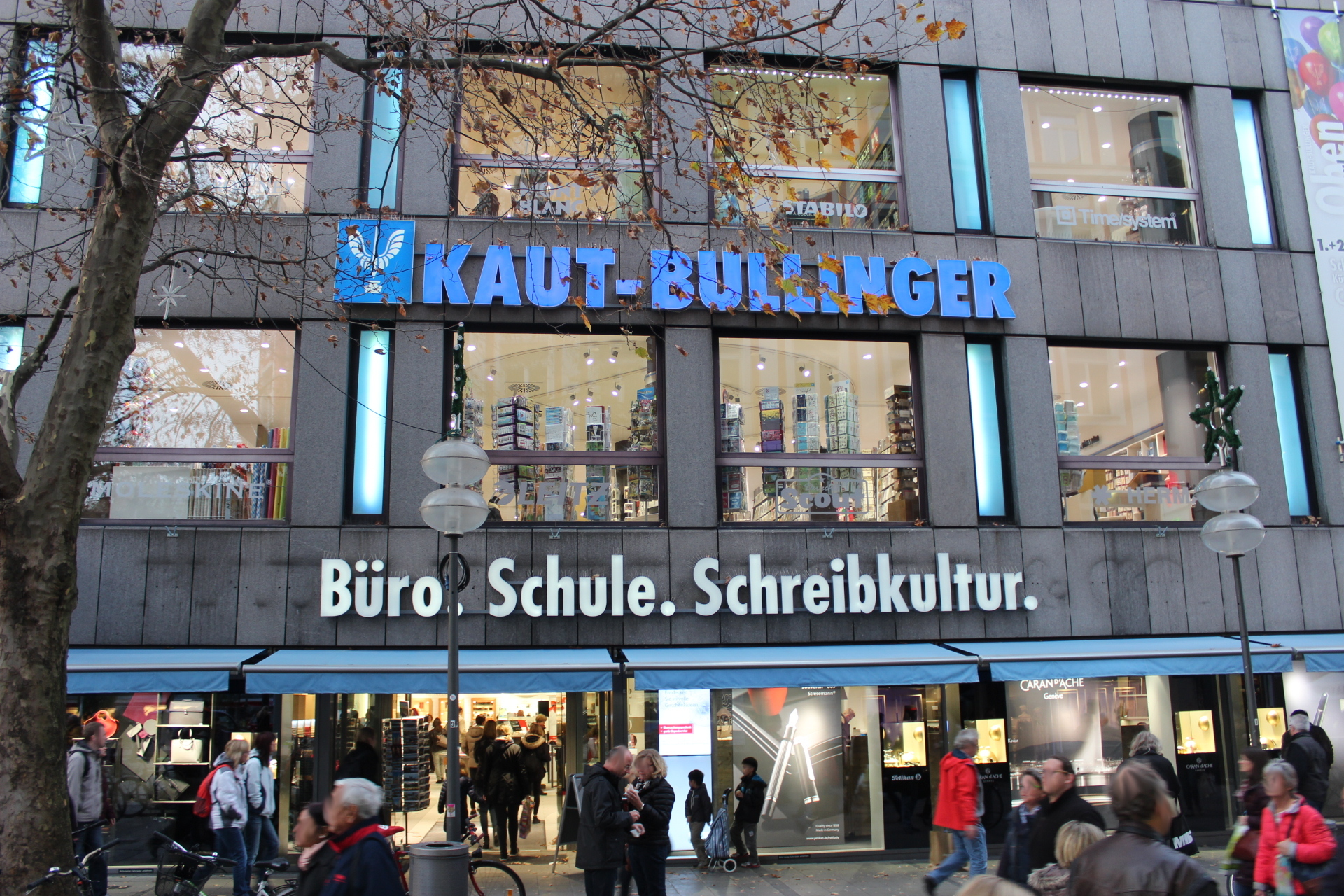
Ehemaliges Ladengeschäft (bis 2022) in München, Rosenstraße 8

Kaut-Bullinger ist ein deutsches Groß- und Einzelhandelsunternehmen für Bürobedarf mit Sitz in Taufkirchen (bei München), früher in München, das 1794 gegründet wurde.
Die Kaut-Bullinger Gruppe besteht aus den Unternehmen Kaut-Bullinger & Co GmbH & Co. KG, Kaut-Bullinger Bürobedarf GmbH, Kaut-Bullinger Büro-Systemhaus GmbH und Kaut-Bullinger Einzelhandel GmbH.

## Geschichte

### Anfänge
Andreas Kaut führte in der Kaufingergasse 10 (heute: Kaufingerstraße) ein Ladengeschäft. Nachweisbar ist, dass dem Schreibmateralien- und Papierfabrikationsbetrieb Andreas Kaut 1881 ein Wohnhaus mit Hinterhaus in der Fürstenfeldergasse gehörte.
1890 eröffnete der Papierfabrikant Max Bullinger (* 1853 in München; † 21. September 1927 ebenda) eine „Büromaterialien-Handlung“ in der Residenzstraße 6. Beide Betriebe wurden 1894 Königlich Bayerische Hoflieferanten. Bullinger nutzte unter anderem von 1901 bis 1904 das Prinz-Georg-Palais als portugiesisches Konsulat. 1927 erwarb das Unternehmen Kaut die Papierfabrik Bullinger und trägt seit der Zusammenführung den Doppelnamen. Mit dem Zutritt von Heinz Egerer (1874–1932) im Jahr 1929 wurde das Unternehmen dann die Kaut-Bullinger & Co. mit dem Slogan „Alles fürs Büro“. Der Verwaltungsdirektor und spätere Landtagsabgeordnete Martin Trettenbach arbeitete von 1933 bis 1941 als Vertreter der Kaut-Bullinger & Co.

### Nachkriegsjahre, Wiederaufbau und Entwicklung bis heute
Nach dem Zweiten Weltkrieg begann wie allgemein üblich auch beim Unternehmen Kaut-Bullinger der Wiederaufbau des Verkaufshauses in der Rosenstraße 11.
1964 befand sich die Verwaltung erstmals in die Nockherstraße. Das Geschäft selbst wurde 1978 in die heutige Rosenstraße 8 verlegt, wo sich jahrzehntelang (bis 2022) der Flagshipstore befand. 1992 wurde ein Logistikzentrum in Taufkirchen eröffnet. Im Jahr 2000 erfolgte die Zertifizierung nach DIN EN ISO 9002, nachdem der Betrieb erstmals Teil des Projektes „Umweltpakt Bayern“ war, sowie 2003 nach DIN EN ISO 9001:2000 und Eco Management and Audit Scheme (EAMS). Die Zentrale befand sich bis 1992 in der Nockherstraße 2–4, wo sich zuvor die Stanzerei von Rohde & Schwarz befand.

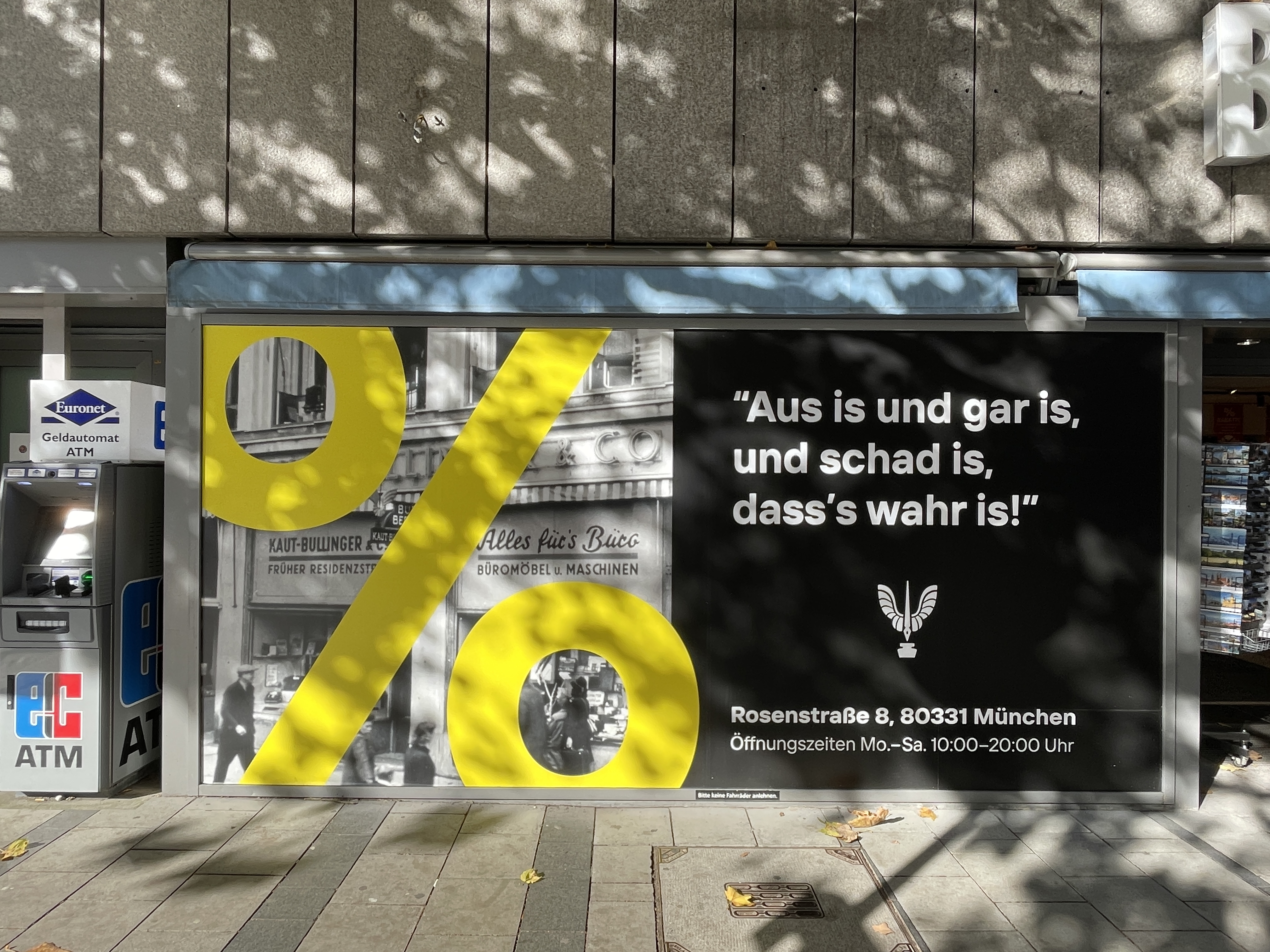
2021, Ankündigung des Räumungsverkaufs im Ladengeschäft in München

2004 wurde das Unternehmen Kaut-Bullinger Einzelhandel GmbH gegründet. Hinzu kamen 2005 die KABUCO Bürobedarf GmbH und die KABUCO Büro-Systemhaus GmbH. Der Flagshipstore in der Münchner Rosenstraße verfügte über eine Verkaufsfläche von rund 2.000 m² über fünf Etagen. Im September 2020 verkaufte Kaut-Bullinger das Gebäude des Flagshipstores an die Signa Holding von Investor René Benko. Im Februar 2022 schloss das Stammhaus in München, auch die weiteren Filialen werden nicht langfristig fortgeführt.

## Standorte
Das Unternehmen hatte 2019 noch 13 Fachgeschäfte bundesweit.
Die Unternehmenszentrale liegt in der Karwendelstraße 2 in Taufkirchen.

## Auszeichnungen
- 2008: OPI (Office Products International)-Award in der Kategorie „Reseller of the Year“ bei der Paperworld, Frankfurt am Main
- 2012: OPI (Office Products International)-Award in der Kategorie „Reseller of the Year“ bei der Paperworld, Frankfurt am Main